# Вендраме, Андреа
Андреа Вендраме (итал. Andrea Vendrame, род. 30 июля 1994 в Конельяно, Италия) — итальянский профессиональный шоссейный велогонщик,  выступающий с 2020 года за команду мирового тура «AG2R Citroën». В мае 2018 года дебютировал на Гранд-туре Джиро д’Италия.

## Достижения
2015
1-й Giro del Belvedere
2016
2-й Руота д’Оро
2-й Джиро ди Ломбардия (U-23)
3-й  Чемпионат Европы среди молодёжи в групповой гонке
2018
3-й Париж — Камамбер
6-й Circuit de la Sarthe
9-й Гран-при Лугано
2019
1-й Тро-Бро Леон
2-й Тур Финистера
3-й Гран-при Индустрия и Артиджанато ди Ларчано
9-й Circuit de la Sarthe
1-й на этапе 4
10-й Париж — Камамбер

## Статистика выступлений на Гранд-турах
| Гонка           | 2018 | 2019 |
| --------------- | ---- | ---- |
| Джиро д’Италия  | 90   | 55   |
| Тур де Франс    | —    | —    |
| Вуэльта Испании | —    | —    |

| — | Не участвовал |